# Veliki Lebowski
Veliki Lebowski (eng. The Big Lebowski), komedija je braće Coen iz 1998. godine. Film opisuje nekoliko dana u životu Jeffreyja "Dudea" Lebowskog (Jeff Bridges), nezaposlenog kalifornijskog zabušanta nakon što ga zamijene za milijunaša istog imena. Iako Veliki Lebowski nije izravno temeljen na romanu The Big Sleep Raymonda Chandlera, Joel Coen je izjavio: "Htjeli smo raditi po Chandlerovoj priči - kako se ona razvija epizodno i govori o likovima koji pokušavaju riješiti misteriju. No, htjeli smo i beznadno složenu radnju koja je na kraju krajeva nevažna."
Dude je uglavnom inspiriran Jeffom Dowdom, članom anti-vijetnamske organizacije iz Seattlea, i prijatelju braće Coen, Peteu Exlineu, veteranu Vijetnamskog rata. Walter (John Goodman), Dudeov najbolji prijatelj, temeljen je na Exlineovu dobrom prijatelju Lewu Abernathyju, te na Johnu Miliusu, koji je također bio veteran te redatelj. Originalnu glazbu skladao je Carter Burwell, veteran svih Coenovih filmova. T-Bone Burnett, koji je radio s Coenovima na Tko je ovdje lud? (te poslije na Gangsterskoj petorci), potpisan je kao glazbeni bibliograf.
Veliki Lebowski nije dobro prošao u kinima, zaradivši samo 17 milijuna dolara u Americi, s budžetom od 15 milijuna. No, zato su kritike bile pozitivne. Film, poznat po svojim svojstvenim likovima, nadrealnim sekvencama snova, nekonvencionalnom dijalogu i eklektičnom soundtracku, postao je kultni klasik te prozvan "prvim kultnim filmom internetske ere". Obožavatelji filma organizirali su Lebowski Fest, festival koji je započeo 2002. godine u Louisvilleu u Kentuckyju, a od tada se proširio na nekoliko gradova. Jedan od obožavatelja, Oliver Benjamin, osnovao je 2005. religiju zvanu Dudeizam inspiriranu svjetonazorom glavnoga lika.

## Radnja
Los Angeles, 1991. godine, Jeffrey "Dude" Lebowski (Jeff Bridges) iznenadi se nakon što zatekne dva provalnika u svojem domu koji pokušavaju pokupiti novac kojeg njegova navodna žena duguje Jackieju Treehornu (Ben Gazzara). Nakon što se provalnici okome na Dudea i pomokre mu se na tepih koji, prema riječima Dudea i njegovih prijatelja, "stvarno zaokružuje sobu", Dude im kaže neka traže drugu osobu istog imena. Sutradan, Dude odlazi po kompenzaciju za tepih kod drugog Jeffreyja Lebowskog, s nadimkom "Veliki" Lebowski, milijunaša prikovanog za invalidska kolica koji odbija dogovor. Nakon što je podmuklo ukrao jedan od tepiha Velikog Lebowskog, Dude na odlasku upoznaje Bunny Lebowski (Tara Reid), mladu ženu, nimfomanku, Velikog Lebowskog.
Nekoliko dana kasnije, Veliki Lebowski kontaktira Dudea, otkrivši mu da je Bunny oteta i zatraživši da on bude kurir za otkupninu od milijun dolara budući je Dude u jedinstvenoj situaciji i može identificirati provalnike koji su vjerojatni otmičari. Vrativši se u stan, Dude odspava na svom novom, ukradenom sagu. Opet mu provaljuju u stan i onesvijeste ga. Nakon glazbene sekvence u snovima, Dude se budi na golom podu, bez tepiha. Ubrzo nakon toga, Bunnyni otmičari nazivaju kako bi dogovorili razmjenu. Walter Sobchack (John Goodman), Dudeov nestabilni kolega s kuglanja, nagovara Dudea da zadrže novac i dadnu otmičarima kofer pun prljavog rublja. Međutim, razmjena se izjalovi, a otmičari uspijevaju pobjeći. Dude prima poruku od kćeri Velikog Lebowskog, Maude (Julianne Moore), koja priznaje da je ukrala Dudeov tepih koji je on ukrao iz doma Velikog Lebowskog jer je emocionalno vezana za njega. U njenom umjetničkom studiju, ona objasni da je Bunny porno starleta koja radi za producenta Jackieja Treehorna i potvrđuje Dudeovu sumnju da se Bunny sama otela, u suradnji s troje njemačkih nihilista predvođenih Ulijem Kunkelom (Peter Stormare), porno glumcem umjetničkog imena "Karl Hungus" koji je radio s Bunny u prošlosti. Kaže Dudeu neka vrati otkupninu budući je ilegalno izvučena od njenog oca iz dobrotvorne organizacije za siročad, ponudivši mu honorar u zamjenu za uslugu.
Veliki Lebowski posvađa se s Dudeom oko njegova neuspjeha s predajom novca. Dude ustvrdi da je izvršio predaju kako je i dogovoreno, ali Veliki Lebowski odvraća predavši Dudeu omotnicu koju su mu poslali otmičari u kojoj se nalazi odsječen nožni prst, vjerojatno Bunnyn.
Dude se opušta u kadi nakon čega prima poruku da mu je pronađen auto. Usred poruke, u kuću mu upadaju tri njemačka nihilista, ispitujući ga za nestalu otkupninu. Po odlasku, bez obzira na sva upozorenja, Dude odlazi po auto, ali ne pronalazi aktovku. Vodeći se dokazom kojeg su pronašli na prednjem sjedalu Dudeova auta, Dude i Walter pronalaze navodnog lopova, za kojeg se ispostavlja da je jogunasti tinejdžer. Nakon što su se vratili kući bez traga o lokaciji izgubljenog novca, razbojnici Jackieja Treehorna vraćaju se kako bi doveli Dudea u Treehornovu kuću na plaži u Malibuu, gdje se Treehorn počinje raspitivati gdje je Bunny. Nakon što Dude prizna da ne zna, Treehorn ubaci drogu u Dudeovo piće i on se onesvijesti, nakon čega počinje druga, opširnija sekvenca, počevši s uvodnom špicom filma "Gutterballs". Po buđenju, Dude se nađe u policijskom autu šerifa Malibua, koji ga optuži za dolazak u Malibu i ometanje mira. Dude stiže kući gdje ga dočekuje Maude Lebowski, koja se nada da će začeti dijete s njim. Tijekom razgovora s Maude poslije snošaja, Dude saznaje da njezin otac nema svog novca budući je Maudeina pokojna majka bila ta koja je imala novac te je ostavila novac isključivo za zakladu. Dude rješava cijelu zagonetku: kad je Veliki Lebowski čuo da je Bunny oteta, iskoristio je to za prijevaru u kojoj je uzeo novac od zaklade, zadržao ga za sebe, dao praznu aktovku Dudeu (koji će biti žrtveni jarac na kojeg će svaliti krivnju), dok se nadao da će otmičari ubiti Bunny.
U međuvremenu, postaje jasno da je i sama otmica bila smicalica. Dok je Bunny otišla na nenajavljeni put, nihilisti (njezini prijatelji) izmislili su otmicu kako bi se dokopali novca od njenog muža. (Ostaje nejasno je li i u kojoj mjeri Bunny bila dio prijevare). Dude i Walter stižu u rezidenciju Velikog Lebowskog gdje pronalaze Bunny koja se vratila s putovanja. Posvađaju se s Velikim Lebowskim ispričavši mu svoju verziju događaja, što on odbacuje, ali ne opovrgava. Iako je cijela priča naizgled gotova, Dude i njegovi prijatelji s kuglanja ponovno se suočavaju s nihilistima, koji su ovaj put zapalili Dudeov auto. Još zahtijevaju milijun dolara, unatoč činjenici da Dude nema novac te da Bunny uopće nije bila oteta. Razjareni Walter se potuče s nihilistima, odgrizavši jednom uho, ali njihova trećeg prijatelja, Donnyja (Steve Buscemi), pogađa srčani udar nakon čega umire. Odnose njegov pepeo na plažu, gdje Walter održi podugi govor referirajući se na Vijetnamski rat. Prosipa Donnyjev pepeo, ali vjetar ga skreće u Dudeovo lice. Uzrujan, Dude se iskaljuje na Walteru. Walter se ispriča i zagrli Dudea, nakon čega dobacuje: "Jebiga, čovječe. Idemo kuglati." Kako se film bliži kraju, Dude rezimira svoju situaciju i filozofiju rečenicom "Dude ustraje".

## Glumci i likovi
- Jeff Bridges kao Jeffrey "Dude" Lebowski, neoženjeni, nezaposleni probisvijet koji živi u Veniceu u Kaliforniji, uživa u marihuani, White Russianu, čestim halucinacijama i kuglanju. Nema posao i čini se da se ne brine zbog novca. Jeff Bridges je čuo ili su mu rekla braća Coen da su napisali scenarij za njega.[4]
- John Goodman kao Walter Sobchack, vijetnamski veteran, Dudeov najbolji prijatelj i suigrač s kuglanja. Walter vodi vlastitu zaštitarsku tvrtku, Sobchack Security. Kuglanje mu je na drugom mjestu, ispred njega je samo religija, judaizam, što postaje očito njegovim pravilom da nema kuglanja za Šabat.
- Steve Buscemi kao Theodore Donald "Donny" Kerabatsos, član Walterove i Dudeove kuglačke ekipe. Dražesno naivan, Donny je strastveni kuglač koji često prekida Walterove žučljive kritike kako bi se raspitao o dijelovima priče koje nije čuo ili razumio, na što Walter uvijek odvraća, "Zaveži, Donny!" Ova rečenica je referenca na Fargo, prethodni film braće Coen, u kojem je Buscemijev lik non-stop pričao.
- David Huddleston kao Jeffrey Lebowski, "Veliki" Lebowski na kojeg se odnosi naslov filma, je multimilijunaš invalid oženjen s Bunny te Maudein otac s pokojnom ženom.
- Julianne Moore kao Maude Lebowski, kćer Velikog Lebowskog. Feministica i avangardna umjetnica čiji je rad "pohvaljen kao jako vaginalan". Dobra je prijateljica s video-umjetnikom Knoxom Harringtonom (David Thewlis), te je vjerojatno osoba koja je upoznala Bunny s Ulijem Kunkelom, nihilistom, porno-zvijezdom i otmičarem.
- Tara Reid kao Bunny Lebowski; rođena Fawn Knutsen, "trofejna žena" "Velikog Lebowskog". Pobjegla je s obiteljske farme u Moorheadu u Minnesoti i ubrzo počela snimati pornografske uratke (kao što je 'Longjammin') pod imenom "Bunny LaJoya". Prema Reidu, za ulogu Bunny prijavila se i Charlize Theron.[4]
- Philip Seymour Hoffman kao Brandt, ulizica i odani pomoćnik Velikog Lebowskog svakome koji pokušava ugoditi. Hoffman je na audiciji za film morao odigrati scenu u kojoj Brandt pokazuje Dudeu ured Jeffreyja Lebowskog.[4]
- Sam Elliott kao Stranac, pripovjedač filma koji gleda priču iz nepristrane perspektive. Njegovo pripovijedanje označeno je krutim zapadnjačkim naglaskom.
- Ben Gazzara kao Jackie Treehorn, producent pornografskih filmova i lihvar koji živi u Malibuu. Zapošljava dvojicu provalnika koji napadaju Dudea u njegovoj kući na početku filma.
- Peter Stormare, Torsten Voges i Flea kao Nihilisti, odnosno Uli Kunkel, Franz i Dieter. Trojica Nijemaca koji tvrde da su nihilisti i koji se, zajedno s Kunkelovom bivšom djevojkom (Aimee Mann), pretvaraju da su oni koji oteli Bunny. Lik Ulija nastao je na setu Farga gdje su Ethan Coen i Stormare često govorili na podrugljivom njemačkom naglasku.[4]
- John Turturro kao Jesus Quintana, protivnik Dudeove i Walterove ekipe u polufinalu kuglačkog turnira. Ovaj ekscentrični latino brbljavi stanovnik Sjevernog Hollywooda govori grubim španjolskim naglaskom te često govori o samom sebi u trećem licu, inzistirajući na engleskom izgovoru svojeg imena (GEE-zus) a ne na španjolskom (Hehh-ZOOS). Turturro je mislio da će imati veću ulogu, ali nakon što je pročitao scenarij, shvatio je da je ona puno manja. No, braća Coen su mu dopustila vlastite ideje i improvizacije, kao što je laštenje kugle i scena u kojo pleše natraške, za koju je rekao kako ga je inspirirao Muhammad Ali.[4]
- Jon Polito kao Da Fino, privatni istražitelj kojeg su unajmili roditelji Bunny Lebowski, Knutsenovi, kako bi im vratio kćer na obiteljsku farmu u Moorhead, Miinesota. Da Fino, koji vozi plavu folciku (referenca na prvi film braće Coen, Suvišna okrutnost), zamjenjuje Dudea i njegova imenjaka i uvrijedi ga rekavši za Maude "specijalna dama", a ne "prijateljica".

### Manji likovi
- David Thewlis - 'Video-umjetnik' Knox Harrington
- Flea - Njemački nihilist
- Philip Moon - Woo, Treehornov plaćenik
- Mark Pellegrino - Plavokosi Treehornov plaćenik
- Jimmie Dale Gilmore - Smokey
- Jack Kehler - Marty
- James G. Hoosier - Liam O'Brien, Quintanin partner
- Carlos Leon - Maudein plaćenik #1
- Terrence Burton - Maudein plaćenik #2
- Richard Gant - Stariji policajac
- Christian Clemenson - Mladi policajac
- Dom Irrera - Vozač Tony
- Gérard L'Heureux - Vozač Lebowskog
- Lu Elrod - Konobarica u kafiću
- Mike Gomez - Policajac na auto-otpadu (kao Michael Gomez)
- Peter Siragusa - Barmen Gary
- Marshall Manesh - Liječnik
- Harry Bugin - Arthur Digby Sellers
- Jesse Flanagan - Mali Larry Sellers
- Irene Olga López - Pilar, Sellersova kućepaziteljica
- Luis Colina - Vlasnik Corvette
- Leon Russom - Šef policije Malibua
- Ajgie Kirkland - Vozač taksija
- Aimee Mann - Nihilistica, Franzova djevojka
- Jerry Haleva - Saddam Hussein
- Jennifer Lamb - Konobarica s palačinkama
- Warren Keith - Francis Donnelly, pogrebnik (kao Warren David Keith)
- Wendy Braun - Plesačica Chorine (nepotpisana)
- Asia Carrera - Sherry u 'Logjamminu' (nepotpisana)
- Kiva Dawson - Plesačica (nepotpisana)

## Produkcija

### Inspiracije
Lik Dudea uglavnom je temeljen na Jeffu Dowdu, čovjeku kojeg su braća Coen upoznala na svojim prvim putovanjima u Los Angeles 1970-ih. Dowd je bio član Sedmorice iz Seattlea. Dude je isto tako djelomično temeljen na prijatelju Coenovih, Peteu Exlineu, vijetnamskom veteranu koji je navodno živio u rupi od stana te bio ponosan na mali tepih koji "zaokružuje sobu". Pripadao je amaterskoj softball ligi, ali Coenovi su to promijenili u kuglanje jer "je vrlo društven sport gdje možeš sjediti i piti i pušiti dok se upuštaš u besmislen razgovor", rekao je Ethan u intervjuu. Exline je rekao Coenovima o svom prijatelju Lewu Abernathyju, još jednom vijetnamskom veteranu koji mu je pomogao pronaći srednjoškolca koji mu je ukrao auto. Coenovi su redatelja Johna Miliusa upoznali dok su u Los Angelesu snimali Bartona Finka te ubacili njegovu strast za oružjem i vojskom u lik Waltera.
Prema Julianne Moore, lik Maude temeljen je na umjetnici Carolee Schneemann "koja je radila gola s ljuljačke" i Yoko Ono. Lik Jesusa Quintane bio je djelomično inspiriran izvedbom Johna Turturra iz 1988. godine u Javnom kazalištu u predstavi Ma Puta Vita u kojoj je glumio pederastog lika, a koju su vidjeli i Coenovi: "pa smo pomislili, učinimo Turturra pederastim. Bit će to nešto što će mu stvarno sjesti", rekao je Joel u intervjuu.
Cjelokupna struktura filma bila je pod utjecajem detektivske fikcije Raymonda Chandlera. Ethan je rekao: "Htjeli smo nešto što će stvoriti određeni narativni osjećaj - kao moderna priča Raymonda Chandlera, i zato je priča morala biti smještena u Los Angeles ... Htjeli smo da ima narativni tijek, priča koja napreduje kao Chandlerova knjiga kroz razne dijelove grada i razne društvene klase". Uporaba pripovjedača također je došla od Chandlera, izjavio je Joel, "On je kao nekakva zamjena za publiku. U filmskoj adaptaciji Chandlera, on je glavni lik koji govori kao pripovjedač, a iako to nismo htjeli postići, očito ima odjeka. To je kao da netko komentira radnju iz perspektive iz koje se sve može vidjeti. I u isto vrijeme ponovno otkrivanje stare realističnosti Marka Twaina."
Važnost kuglačke kulture je, prema Joelu, "važna jer reflektira taj period na kraju pedesetih i početku šezedestih. Pristajalo je retro strani filma, pomalo anakronistički, što nas je poslalo u ne tako davnu eru, ali u onu koja je uistinu prošla".

### Scenarij
Veliki Lebowski napisan je negdje u vrijeme kad i Barton Fink, ali kad su ga Coenovi odlučili snimiti, John Goodman je snimao seriju Roseanne, a Jeff Bridges je snimao film Waltera Hilla, Wild Bill pa su odlučili snimiti Fargo u međuvremenu. Prema Ethanu, "film je u prvom redu govorio o odnosu između Dudea i Waltera". Kad su počeli pisati scenarij, Coenovi su napisali samo 40 stranica i tada su ga ostavili stajati neko vrijeme prije nego što su ga dovršili. Ovo je normalan proces za Coenove jer često "nailazimo na problem u određenoj fazi, prijeđemo na drugi projekt, a zatim se vratimo na prvi scenarij. Na taj način smo već akumulirali dijelove nekoliko sljedećih filmova".

### Pretprodukcija
Polygram i Working Title Films, koji su financirali Fargo, poduprli su Velikog Lebowskog s 15 milijuna dolara. Joel se prisjetio castinga, "htjeli smo pisati za ljude koje znamo i s kojima smo radili, a nekad ne znajući tko će igrati ulogu. U Velikom Lebowskom pisali smo za Johna (Goodmana) i Stevea (Buscemi), ali nismo znali tko će dobiti ulogu Jeffa Bridgesa". Tijekom priprema za ulogu, Bridges se upoznao s Dowdom koji "me podsjetio na mene iz šezdesetih i sedamdesetih. Živio sam u malom stanu kao on i drogirao se, iako mislim da sam bio malo kreativniji od Dudea". Glumac je otišao u svoj vlastiti ormar s kostimografima i izabrao odjeću za koju je mislio da ju je Dude vjerojatno nosio. Nosio je odjeću svog lika po kući jer je većina nje bila njegova. Goodman je isprva htio drugu vrstu brade za Waltera, ali braća su inzistirala na "Gladijatoru", a i on se slagao kako će se uklapati s ravnom frizurom. Bridgesa, Goodmana i Buscemija za scene kuglanja trenirao je Barry Asher kojeg se može vidjeti u zadnjem kadru filma kako baca kuglu.
Bill i Jacqui odradili su svu koreografiju za film. Za plesnu sekvencu, Jack Kehler išao je na trosatne vježbe. Braća Coen ponudila su mu tri do četiri izbora klasične glazbe, a on je izabrao "Slike na izložbi". Na svakoj probi prolazio je kroz svaku fazu pjesme.

### Snimanje
Snimanje je trajalo jedanaest tjedana na lokacijama u i oko Los Angelesa, uključujući sve kuglačke sekvence u Hollywood Star Lanes (tri tjedna u Santa Monici) i Dudeove sekvence u snovima u preoblikovanom zrakoplovnom hangaru. Prema Joelu, jedini put da su režirali Bridgesa "bilo je kad bi došao na početku svake scene i pitao, 'Misliš da je Dude zapalio jedan na putu ovamo?' Obično bih odgovorio 'Da', pa bi Jeff otišao u kut i počeo trljati oči kako bi postale krvave." Julianne Moore poslan je scenarij dok je radila na filmu Jurski park: Izgubljeni svijet. Na filmu je radila samo dva tjedna, na početku i kraju produkcije koja je trajala od siječnja do travnja 1997. godine, dok je Sam Elliott na setu proveo samo dva dana i snimio mnogo verzija svog završnog govora.
Kako bi postigli perspektivu kugle u pokretu, braća Coen su, prema Ethanovim riječima, "postavili kameru na nešto što je izgledalo kao ražanj za roštilj" i vozili je preko staze. Izazov je bio otkriti relativne brzine gibanja i rotiranja. Za rupe u kugli korištena je digitalna tehnologija.

## Soundtrack
Originalnu glazbu skladao je Carter Burwell, veteran svih filmova braće Coen. T-Bone Burnett, koji je radio s Coenovima i na Tko je ovdje lud? (i kasnije na Gangsterskoj petorci), potpisan je kao glazbeni bibliograf. Za Joela, "originalna glazba, kao što je to slučaj s drugim elementima filma, imala je retro zvukove 1960-ih i ranih 1970-ih". Glazba definira svaki lik. Primjerice, "Thumbling Tumbleweeds" Boba Nolana izabrana je za Stranca još dok su Coenovi pisali scenarij, kao i "Lujon" Henryja Mancinija za Jackieja Treehorna. "Njemački nihilisti popraćeni su tehno-popom, a Jeff Bridges Creedenceom. Tako je svaki od njih imao glazbeni potpis", rekao je Ethan u intervjuu.

### Popis pjesama
1. "The Man in Me" — skladatelj i izvođač Bob Dylan
2. "Her Eyes Are A Blue Million Miles" — skladatelj i izvođač Captain Beefheart
3. "My Mood Swings" — skladatelji Elvis Costello i Cait O'Riordan; izvodi Costello
4. "Ataypura" — skladatelj Moises Vivanco; izvodi Yma Sumac
5. "Traffic Boom"  — skladatelj i izvođač Piero Piccioni
6. "I Got It Bad & That Ain't Good" — skladatelji Duke Ellington i Paul Francis Webster; izvodi Nina Simone
7. "Stamping Ground" — skladatelj Louis T. Hardin; izvodi Moondog s orkestrom
8. "Just Dropped In (To See What Condition My Condition Was In)" — skladatelj Mickey Newbury; izvode Kenny Rogers & The First Edition
9. "Walking Song" — skladatelj i izvođač Meredith Monk
10. "Glück das mir verblieb" iz Die tote Stadt — skladatelj i dirigent Erich Wolfgang Korngold; izvode Ilona Steingruber, Anton Dermota i Orkestar Austrijskog državnog radija
11. "Lujon"  — skladatelj i izvođač Henry Mancini.
12. "Hotel California" — skladatelji Don Henley, Glenn Frey i Don Felder; izvode Gipsy Kings
13. "Technopop (Wie Glauben)" — skladatelj i izvođač Carter Burwell
14. "Dead Flowers" — skladatelji Mick Jagger i Keith Richards; izvodi Townes van Zandt

### Ostala glazba u filmu
- "Tumbling Tumbleweeds" — skladatelj Nob Nolan; izvode Sons of the Pioneers
- "Rekvijem u D duru: Lacrimosa" — skladatelj Wolfgang Amadeus Mozart; izvode Slovački filharmonijski orkestar i zbor
- "Run Through the Jungle" — skladatelj John Fogerty; izvodi Creedence Clearwater Revival
- "Lookin' Out My Back Door" — skladatelj John Fogerty; izvodi Creedence Clearwater Revival
- "Behave Yourself" — skladatelji Booker T. Jones, Steve Cropper, Al Jackson, Jr. i Lewie Steinberg; izvodi Booker T. & the MG's
- "I Hate You" — skladatelji Gary Burger, David Havlicek, Roger Johnston, Thomas E. Shaw i Larry Spangler; izvode The Monks
- "Gnomus" — skladatelj Modest Musorgski; stavak iz ciklusa Slike s izložbe. Aranžman za orkestar Maurice Ravel.
- "Mucha Muchacha"  — skladatelj i izvođač Juan García Esquivel
- "Piacere Sequence" — skladatelj i izvođač Teo Usuelli
- "Standing on the Corner" — skladatelj Frank Loesser; izvodi Dean Martin
- "Tammy" — skladatelji Jay Livingston i Ray Evans; izvodi Debbie Reynolds
- "Whale song"
- "Oye Como Va" — skladatelj Tito Puente; izvodi Santana
- "Peaceful Easy Feeling" — skladatelj Jack Tempchin; izvode The Eagles
- "Branded Theme Song" — skladali Alan Alch i Dominic Frontiere
- "Viva Las Vegas" — skladatelji Doc Pomus i Mort Shuman; izvode Big Johnson (s Bunny Lebowski) i Shawn Colvin (odjavna špica).
- "This is My Spot" — skladatelj i izvođač Adam Knowles
- "Dick on a Case" — skladatelj i izvođač Carter Burwell

## Kritike
Veliki Lebowski premijerno je prikazan na Sundance Film Festivalu 18. siječnja 1998. godine u Eccles Theateru koji prima 1.300 gledatelja. Navodno je nekoliko gledatelja napustilo dvoranu, a Peter Howell u svojoj je recenziji za Toronto Star napisao: "Teško je vjerovati da je ovo djelo ekipe koja je lani osvojila Oscara za originalni scenarij za Fargo. U filmu postoji veliki broj psovki, što se čini kao slabi pokušaj da se prikriju pukotine u dijalozima". Film je prikazan i na Berlinskom filmskom festivalu, nakon čega se 6. ožujka počeo prikazivati i u sjevernoameričkim kinima. U uvodnom vikendu zaradio je 5,5 milijuna dolara, ukupno 17 milijuna u Americi, što je jedva pokrilo budžet od 15 milijuna.
Recenzije su bile uglavnom pozitivne. Veliki Lebowski trenutačno ima 76% na Rotten Tomatoesu. Todd McCarthy napisao je za časopis Variety: "Jedan od nedvojbenih pogodaka filma njegov je soundtrack, koji kombinira originalnu glazbu Cartera Burwella s klasičnim pop melodijama i nekim nevjerojatnim obradama". USA Today dao je filmu tri od četiri zvjezdice te napisao kako je Dude "prepasivan junak da zadrži interes", ali bilo je tu "dovoljno zapanjujuće briljantnosti da će, kao i Dude, i ti Coenovi nadvladati". U svojoj recenziji za Washington Post Desson Howe hvalio je Coenove i "njihov nadahnuti, apsurdni smisao za čudnu, osebujnu americanu - ali vrstu neo-americane koja je u potpunosti nova - Coenovi su definirali i usvojili vlastiti bizarni podžanr. Nitko to ne radi kao oni i, gotovo nitko ne odlazi bez pohvale kako to nitko ne radi bolje od njih". Andrew Sarris u svojoj je recenziji za New York Observer napisao: "Rezultat je mnogo smijeha i osjećaj strahopoštovanja prema majstorstvu. Sumnjam da će se do kraja godine pojaviti nešto slično."

## Lebowski Fest
Godišnji Lebowski Fest započeo je 2002. godine u Louisvilleu, u Kentuckyju, sa 150 pridošlih obožavatelja, a otada se proširio na druge gradove. Glavni događaj festivala je noć neograničenog kuglanja s raznim natjecanjima. Festival se održava preko vikenda, a događaji obično uključuju predfestivalski tulum s bendovima noć prije kuglačkog natjecanja kao i vanjsku zabavu s bendovima, uličnim prodavačima i igrama koja traje cijeli dan. Razne zvijezde iz filma su se čak pojavile na nekim događanjima, kao Jeff Bridges koji je posjetio festival u Los Angelesu. Britanski ekvivalent, inspiriran Lebowski Festom, poznat je kao The Dude Abides, a održava se u Londonu.

## Vanjske poveznice
- Veliki Lebowski u internetskoj bazi filmova IMDb-a (engl.)
- Veliki Lebowski na Rotten Tomatoes (engl.)
- Službena DVD stranica (engl.)
- Lebowski Fest  Arhivirana inačica izvorne stranice od 21. ožujka 2009. (Wayback Machine) (engl.)
- Dudeism - religija temeljena na Velikom Lebowskom (engl.)
- Veliki Lebowski u feminističkoj filmskoj teoriji  Arhivirana inačica izvorne stranice od 1. travnja 2008. (Wayback Machine) (engl.)
- Movie Locations Guide.com - Lokacije snimanja (engl.)